# مجموعه تپه‌های روشن بی‌بی
مجموعه تپه‌های روشن بی بی مربوط به دوران پیش از تاریخ ایران باستان است و در شهرستان آق قلا، بخش مرکزی، روستای محمد آلق واقع شده و این اثر در تاریخ ۱۰ خرداد ۱۳۸۲ با شمارهٔ ثبت ۸۸۲۹ به‌عنوان یکی از آثار ملی ایران به ثبت رسیده است.